# Unión de Comités de Trabajadores Agrícolas

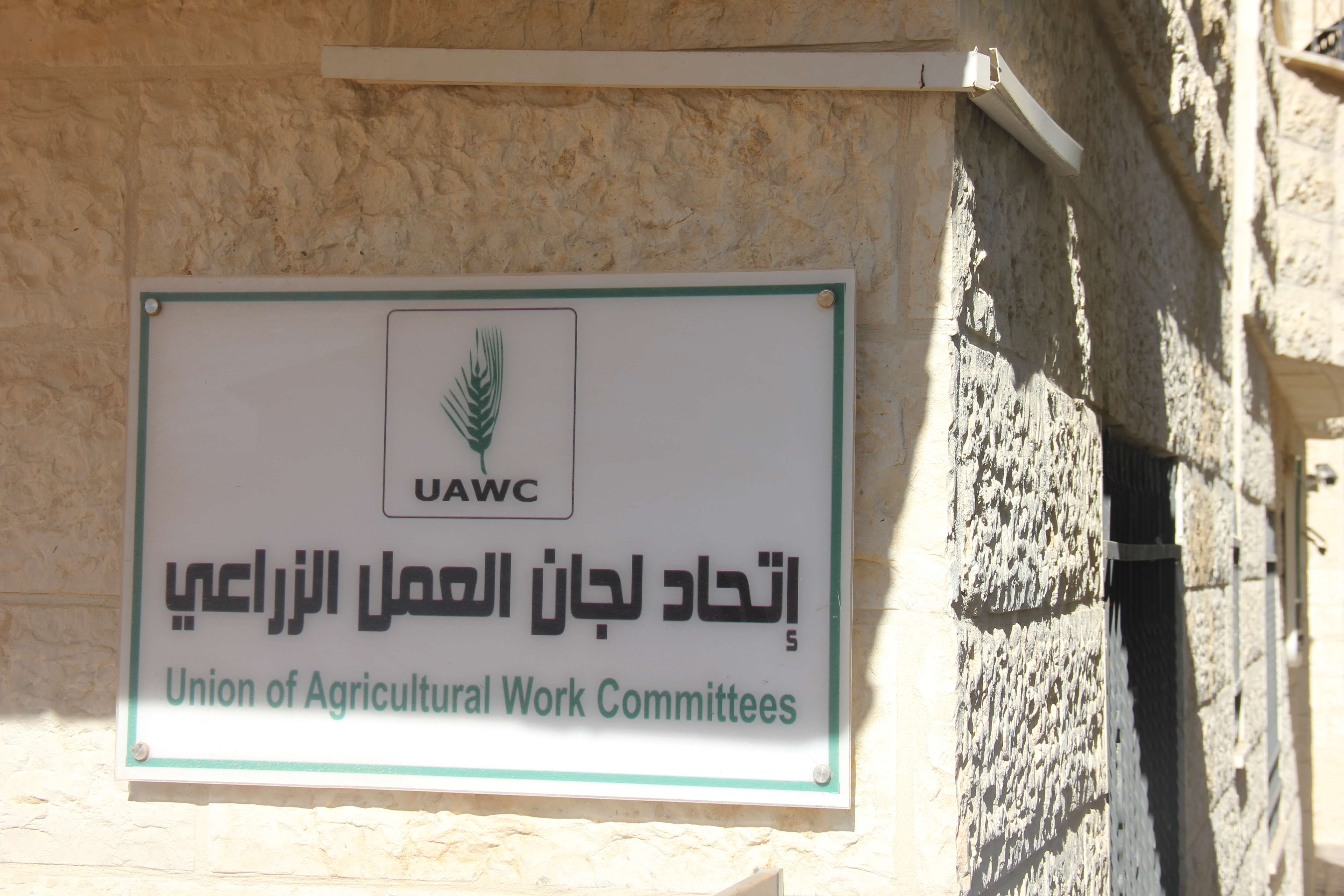
Unión de Comités de Trabajadores Agrícolas

La Unión de Comités de Trabajadores Agrícolas está registrada como una organización agrícola no gubernamental en virtud de la Ley n.º 1 sobre organizaciones no gubernamentales y asociaciones palestinas del Ministerio del Interior de Palestina. Es considerada una de las instituciones de desarrollo agrícola más grandes de Palestina, fue fundada en 1986 por un grupo de agrónomos. Una vez establecido, UAWC dependía totalmente de los voluntarios y formó comités agrícolas en Cisjordania y Gaza para establecer las prioridades de los agricultores y ayudarles a implementar sus programas y actividades comunitarias.
UAWC es una organización independiente de desarrollo agrícola, políticamente neutral de acuerdo con sus estatutos, políticas, visión, misión y prácticas. UAWC respeta y se guía por las estrategias y políticas sectoriales nacionales, así como por las leyes y normas internacionales establecidas por las resoluciones del Consejo de Seguridad de la ONU y de la Asamblea General que se centran en los derechos de los palestinos a la autodeterminación, el desarrollo y una vida decente en sus tierras reconocidas como "territorios ocupados".
Desde su creación, UAWC se ha ganado la confianza de una serie de donantes y agencias de desarrollo con gran influencia en el desarrollo de proyectos y programas. UAWC adopta y aplica un enfoque basado en los derechos humanos en el diseño e implementación de sus proyectos, que van desde el desarrollo de tierras agrícolas y la implementación de intervenciones en materia de agua hasta el desarrollo de capacidades, el desarrollo de los medios de vida de las mujeres rurales, la concienciación jurídica, la respuesta de emergencia y otros proyectos de desarrollo agrícola.
UAWC trabaja con organizaciones palestinas, árabes e internacionales para apoyar y proteger los derechos de los agricultores nacionales palestinos en virtud del derecho internacional humanitario y la Declaración Universal de los Derechos del Agricultor.
El UAWC está afiliado a varias redes internacionales y nacionales como la Red Árabe para la Soberanía Alimentaria, la Unión Internacional para la Conservación de la Naturaleza (UICN), Mobility Exchange Reciprocity (MER), el Foro Social Mundial, la Red Palestina de ONG (PNGO), la Red Palestina de ONG Ambientales (PNGON), la Coalición de Organizaciones Agrícolas y la Coalición por la Justicia Ambiental.

## La naturaleza del trabajo de UAWC
UAWC ha logrado afirmar su presencia como una institución de desarrollo nacional e internacional muy respetada. Se ha establecido como un instituto que promueve principalmente la acción cooperativa y el voluntariado. Trabajar con organizaciones palestinas, árabes e internacionales para apoyar y proteger los derechos de los agricultores nacionales palestinos.
Como parte de su trabajo con las comunidades de base, UAWC pretende mejorar la difícil situación social y económica de los agricultores palestinos como resultado de la marginación de la agricultura y la confiscación de tierras y recursos hídricos bajo la ocupación israelí. UAWC hace hincapié en el desarrollo sostenible y la soberanía alimentaria más que en los proyectos de emergencia y socorro.
Los proyectos de UAWC han incluido la recuperación y el desarrollo de agua y tierras, proyectos de generación de ingresos, excavación y rehabilitación de pozos, un dinámico banco regional de semillas y educación sobre el uso de aguas grises. UAWC está haciendo un trabajo considerable para apoyar a los agricultores en su lucha por permanecer en sus tierras frente a las continuas amenazas de demolición y confiscación de tierras. En los últimos años, UAWC ha establecido más vínculos entre su acción para resistir la ocupación israelí y promover la soberanía alimentaria y su acción contra el cambio climático.
Oxfam está trabajando con UAWC en varios proyectos de apoyo a la comunidad agrícola, como la rehabilitación de invernaderos para la producción agrícola en la Franja de Gaza, la rehabilitación de equipos para los pescadores de Gaza y la creación de huertas privadas para satisfacer las necesidades de familias enteras y dirigidas principalmente a las mujeres cabeza de familia.
Como parte de su asociación con Oxfam, UAWC organiza la formación de los agricultores, supervisa la producción y exportación de productos y se esfuerza por desarrollar tierras que corren el riesgo de ser abandonadas.
Hasta que surja una solución política, UAWC sigue apoyando a los pescadores para que les proporcionen una fuente de ingresos y les ayuden a recuperarse.
El trabajo de UAWC se ha centrado principalmente en una serie de iniciativas de subsistencia. Esto incluye el apoyo a la rehabilitación de tierras agrícolas e invernaderos, la reconstrucción de las carreteras de acceso a los mercados, la asistencia a los pescadores y la creación de huertos para las familias encabezadas por mujeres. Todo el trabajo agrícola es apoyado a través de UAWC y sus oficiales de desarrollo agrícola, quienes visitan regularmente a las partes interesadas en el proyecto para proporcionar asistencia técnica, como asesoramiento sobre riego, fertilización, cosecha, etc. Se está prestando apoyo a las organizaciones comunitarias, incluidos los grupos de mujeres, para fomentar la capacidad de autogestión y sostenibilidad, lo que les permitirá seguir manteniéndose a sí mismas y a otros agricultores al final del proyecto. Los medios de vida de los jóvenes también han sido seleccionados y apoyados por los gerentes de programas que alientan a los jóvenes a crear nuevas y únicas pequeñas empresas, con cada empresario seleccionado para una subvención inicial, y un mentor de negocios designado para guiar sus planes de negocios, gestión e implementación".

## Campañas de incentivos
Según un informe publicado por el grupo del GTP, las ONG y las organizaciones de derechos humanos son sistemáticamente blanco de campañas de incentivo para cuestionar, abusar y arrestar a estas organizaciones. Afirmando que están vinculados a organizaciones terroristas o describiendo a las ONG como una amenaza para la existencia de la potencia ocupante, a fin de distraer y ocultar la política de ocupación.
UAWC es una de esas ONG que son objeto de campañas de incentivo debido a sus proyectos de protección y rehabilitación en zonas amenazadas por la confiscación, zonas clasificadas como C en virtud de los Acuerdos de Oslo de 1993.
Muchas instituciones internacionales y de derechos humanos, como PCHR, OXFAM, La Vía Campesina, PNGO y PWG, han rechazado y condenado estas falsas campañas de propaganda.
La Vía Campesina dijo que UAWC se enfrenta a una campaña sistemática de incitación contra su trabajo, con el objetivo de degradar a la organización y detener el apoyo que recibe de gobiernos y organizaciones. La campaña de incentivos se lanzó contra UAWC por su papel estratégico en el apoyo a la resiliencia de los agricultores palestinos ante las continuas violaciones israelíes, su trabajo contra los intentos de anexar el Área C y sus proyectos de restauración de tierras en el Área C.
Por su parte, el Centro Palestino de Derechos Humanos (PCHR) condena enérgicamente las campañas de incitación contra UAWC destinadas a difamar su trabajo en los territorios palestinos ocupados.
La política de Israel en el Área C está motivada por la idea de que esta región fue considerada principalmente para satisfacer las necesidades de los israelíes y que, por lo tanto, aspiraba a anexionar gran parte de esta región a Israel. Así lo afirma un informe publicado por B'Tselem, una organización a la que también se dirigen las campañas de incentivos del actual gobierno israelí. Israel trata constantemente de ampliar su control sobre la Zona C a fin de explotar los recursos de la región en beneficio de los colonos israelíes. En última instancia, Israel busca crear una realidad permanente para los asentamientos prósperos con una mínima presencia palestina.
Oxfam también respondió a Shurat HaDin en una declaración diciendo que sobreestimó su caso y que las acusaciones ya habían sido investigadas, como se indica: "Nos tomamos en serio estas acusaciones, pero estas mismas acusaciones del Centro de Derecho de Israel contra UAWC han sido investigadas a fondo por la Policía Federal Australiana y la Organización de Inteligencia de Seguridad, y han demostrado ser totalmente infundadas", y agregó: "Estas organizaciones son muy respetadas y financiadas por muchos de los principales donantes internacionales. UAWC está registrado legalmente en Israel, y las organizaciones prohibidas tampoco están registradas en ningún país. El apoyo de Oxfam a UAWC ayuda a los pequeños productores de leche y a los pastores a ganarse la vida mejor, mientras que nuestro trabajo con la UHWC ayuda a mejorar los servicios sanitarios de emergencia para la población de Gaza. No trabajamos con organizaciones que usan o fomentan la violencia". 

## Premios y logros
En 2003, la UAWC estableció el Banco Municipal Palestino de Semillas con el objetivo de conservar las semillas como recurso natural mediante la recolección y documentación de semillas, mejorando sus variedades, aumentando sus cantidades, conservándolas y poniéndolas a disposición de la sociedad palestina como fuente de alimentos y suministros, especialmente para las personas de bajos ingresos. El Banco de Semillas ha cultivado y mejorado más de 40 variedades de hortalizas, cultivos de campo y cereales, y beneficia a miles de agricultores palestinos cada año. 
El éxito de los proyectos de desarrollo de UAWC le ha valido tres premios internacionales en un año (2014/2015), a saber, el "Premio a la Soberanía Alimentaria" otorgado por la Alianza para la Soberanía Alimentaria de los Estados Unidos, una ONG estadounidense creada para movilizar y capacitar a activistas estadounidenses e internacionales sobre "la crisis alimentaria".
el "Premio Ecuatorial" por su papel en el desarrollo sostenible y la reducción de la pobreza a través de su iniciativa de proyecto de banco de semillas, y el "Premio a la Creatividad Árabe en la Creatividad Económica".